# Barbados damlandslag i volleyboll
Barbados damlandslag i volleyboll representerar Barbados i volleyboll på damsidan. Laget har deltagit sporadiskt i nordamerikanska mästerskapet och panamerikanska cupen samt återkommande i karibiska mästerskapet.

### Fotnoter
1. ↑  Todor Krastev. ”Women Volleyball II Caribbean Championship 1992 Jamaica - Winner Bahamas” (på engelska). http://www.todor66.com/volleyball/Norceca/Women_Caribbean_1992.html. Läst 10 mars 2024.
2. ↑  Todor Krastev. ”Women Volleyball III Caribbean Championship 1993 Trinidad Tobago - Winner Barbados” (på engelska). http://www.todor66.com/volleyball/Norceca/Women_Caribbean_1993.html. Läst 10 mars 2024.
3. ↑  Todor Krastev. ”Women Volleyball V Caribbean Championship 1995 Barbados - Winner Bahamas” (på engelska). http://www.todor66.com/volleyball/Norceca/Women_Caribbean_1995.html. Läst 10 mars 2024.
4. ↑  Todor Krastev. ”Women Volleyball VI Caribbean (CAZOVA) Championship 1996 US Virgin Islands - Winner Trinidad Tobago” (på engelska). http://www.todor66.com/volleyball/Norceca/Women_Caribbean_1996.html. Läst 10 mars 2024.
5. ↑  Todor Krastev. ”Women Volleyball VII Caribbean Championship 1998 Martinique - Winner Barbados” (på engelska). http://www.todor66.com/volleyball/Norceca/Women_Caribbean_1998.html. Läst 10 mars 2024.
6. ↑  Todor Krastev. ”Women Volleyball VIII Caribbean Championship 2000 Barbados 15-23.07 - Winner Barbados” (på engelska). http://www.todor66.com/volleyball/Norceca/Women_Caribbean_2000.html. Läst 10 mars 2024.
7. ↑  Todor Krastev. ”Women Volleyball IX Caribbean Championship 2002 Trinidad Tobago - Winner Barbados” (på engelska). http://www.todor66.com/volleyball/Norceca/Women_Caribbean_2002.html. Läst 10 mars 2024.
8. ↑  Todor Krastev. ”Women Volleyball X Caribbean Championship 2004 Barbados - Winner Barbados” (på engelska). http://www.todor66.com/volleyball/Norceca/Women_Caribbean_2004.html. Läst 10 mars 2024.
9. ↑  ”IV Women’s Pan-AmericanVolleyball Cup 2005” (på engelska). North, Central America and Caribbean Volleyball Confederation. https://www.norceca.net/IV%20Copa%202005%20Calendar.htm. Läst 19 mars 2023.
10. ↑  ”2005 NORCECA Women’s Continental Championship” (på engelska). North, Central America and Caribbean Volleyball Confederation. https://www.norceca.net/Tournament,%20NORCECA-CONT.CHAMP-TTO2005.htm. Läst 11 mars 2023.
11. ↑  ”CAZOVA Championship 2006 » classification :” (på engelska). Volleybox. https://women.volleybox.net/women-cazova-championship-2006-o30735. Läst 20 oktober 2023.
12. ↑  ”Costa Rica qualified in 11th position” (på engelska). North, Central America and Caribbean Volleyball Confederation. https://norceca.net/Jul.5-2006-Costa%20Rica%20qualified%20in%2011th%20position.htm. Läst 30 juni 2024.
13. ↑  Todor Krastev. ”Women Volleyball XII Caribbean (CAZOVA) Championship 2008 14-20. 07 Bridgetown (BAR) - Winner Trinidad Tobago” (på engelska). http://www.todor66.com/volleyball/Norceca/Women_Caribbean_2008.html. Läst 10 mars 2024.
14. ↑  ”CAZOVA Championship 2010 » classification :” (på engelska). Volleybox. https://women.volleybox.net/women-cazova-championship-2010-o30733. Läst 20 oktober 2023.
15. ↑  Todor Krastev. ”Women Volleyball XIV Caribbean (CAZOVA) Championship 2012 St. Croix (USV) 24-29.07 - Winner Trinidad Tobago” (på engelska). http://www.todor66.com/volleyball/Norceca/Women_Caribbean_2012.html. Läst 10 mars 2024.
16. ↑  Todor Krastev. ”Women Volleyball XV Caribbean (CAZOVA) Championship 2014 Port of Spain (TRI) - Winner Trinidad Tobago” (på engelska). http://www.todor66.com/volleyball/Norceca/Women_Caribbean_2014.html. Läst 10 mars 2024.
17. ↑  Todor Krastev. ”Women Volleyball XVI Caribbean (CAZOVA) Championship 2017 Jamaica - Winner Trinidad Tobago” (på engelska). http://www.todor66.com/volleyball/Norceca/Women_Caribbean_2017.html. Läst 10 mars 2024.
18. ↑  ”XVII Senior Caribbean Volleyball Championships 2018.htm” (på engelska). North, Central America and Caribbean Volleyball Confederation. https://norceca.net/2018%20Events/Zones/CAZOVA/WOMEN%20SENIOR%20CHAP/XVII%20Senior%20Caribbean%20Volleyball%20Championships%202018.htm. Läst 9 mars 2024.
19. ↑  ”2023 CAZOVA Senior Tournaments” (på engelska). North, Central America and Caribbean Volleyball Confederation. https://norceca.net/2023%20Events/Zonals/CAZOVA/2023%20CAZOVA%20Senior%20Tournaments.htm. Läst 9 mars 2024.
20. ↑  Senaste tillfället då någon kontrollerade att de inmatade tabelluppgifterna stämmer. Uppgifter kan ha matats in senare utan att kontrolleras av någon annan